# Fresno Alhándiga
Fresno Alhándiga là một đô thị ở tỉnh Salamanca, phía tây Tây Ban Nha, cộng đồng tự trị Castile-Leon. Đô thị này có cự ly 35 kilômét so với thành phố tỉnh lỵ Salamanca và có dân số 291 người.

## Địa lý
Đô thị này có diện tích 13.28 km².
Đô thị này nằm ở khu vực có độ cao 835 mét trên mực nước biển.